# Альта (Каліфорнія)
Альта (англ. Alta) — переписна місцевість (CDP) в США, в окрузі Пласер штату Каліфорнія. Населення — 615 осіб (2020).

## Географія
Альта розташована за координатами 39°12′57″ пн. ш. 120°47′54″ зх. д. / 39.21583° пн. ш. 120.79833° зх. д. (39.215744, -120.798390).  За даними Бюро перепису населення США в 2010 році переписна місцевість мала площу 6,19 км², з яких 6,17 км² — суходіл та 0,02 км² — водойми.

### Клімат
| Клімат : Альта                                                            | Клімат : Альта | Клімат : Альта | Клімат : Альта | Клімат : Альта | Клімат : Альта | Клімат : Альта | Клімат : Альта | Клімат : Альта | Клімат : Альта | Клімат : Альта | Клімат : Альта | Клімат : Альта | Клімат : Альта |
| Показник                                                                  | Січ.           | Лют.           | Бер.           | Квіт.          | Трав.          | Черв.          | Лип.           | Серп.          | Вер.           | Жовт.          | Лист.          | Груд.          | Рік            |
| Абсолютний максимум, °C                                                   | 25,0           | 26,7           | 29,4           | 32,8           | 38,9           | 43,9           | 45,0           | 44,4           | 41,1           | 38,3           | 30,6           | 23,9           | 45,0           |
| Середній максимум, °C                                                     | 11,7           | 15,6           | 17,8           | 21,1           | 26,7           | 31,7           | 34,4           | 33,3           | 30,6           | 25,0           | 16,7           | 11,7           | 23,0           |
| Середня температура, °C                                                   | 7,8            | 10,6           | 12,2           | 15,0           | 19,4           | 23,3           | 26,1           | 25,0           | 22,8           | 17,8           | 11,7           | 7,8            | 16,6           |
| Середній мінімум, °C                                                      | 3,3            | 5,6            | 6,7            | 8,3            | 11,7           | 15,6           | 17,2           | 16,7           | 14,4           | 10,6           | 6,7            | 3,9            | 10,1           |
| Абсолютний мінімум, °C                                                    | −5,6           | −6,1           | −3,3           | 1,1            | 2,8            | 7,8            | 10,0           | 9,4            | 5,6            | 1,7            | −2,8           | −6,7           | −6,7           |
| Норма опадів, мм                                                          | 104            | 85             | 82             | 43             | 13             | 5              | 2              | 3              | 12             | 35             | 100            | 77             | 561            |
| ------------------------------------------------------------------------- | -------------- | -------------- | -------------- | -------------- | -------------- | -------------- | -------------- | -------------- | -------------- | -------------- | -------------- | -------------- | -------------- |
| Джерело: http://www.myforecast.com/bin/climate.m?city=513589&metric=false |                |                |                |                |                |                |                |                |                |                |                |                |                |

## Демографія
Згідно з переписом 2010 року, у переписній місцевості мешкало 610 осіб у 242 домогосподарствах у складі 172 родин. Густота населення становила 99 осіб/км².  Було 314 помешкання (51/км²).
Расовий склад населення:
| - 97,0 % — білих - 0,8 % — азіатів - 0,5 % — корінних американців - 0,2 % — вихідців з тихоокеанських островів - 0,2 % — чорних або афроамериканців |

До двох чи більше рас належало 1,0 %. Частка іспаномовних становила 3,8 % від усіх жителів.
За віковим діапазоном населення розподілялося таким чином: 20,8 % — особи молодші 18 років, 64,9 % — особи у віці 18—64 років, 14,3 % — особи у віці 65 років та старші. Медіана віку мешканця становила 46,9 року. На 100 осіб жіночої статі у переписній місцевості припадало 112,5 чоловіків;  на 100 жінок у віці від 18 років та старших — 105,5 чоловіків також старших 18 років.
Середній дохід на одне домашнє господарство  становив 66 913 долари США (медіана — 54 773), а середній дохід на одну сім'ю — 75 687 доларів (медіана — 59 583). За межею бідності перебувало 13,8 % осіб, у тому числі 8,2 % дітей у віці до 18 років та 9,7 % осіб у віці 65 років та старших.
Цивільне працевлаштоване населення становило 195 осіб. Основні галузі зайнятості: роздрібна торгівля — 16,9 %, освіта, охорона здоров'я та соціальна допомога — 16,9 %, мистецтво, розваги та відпочинок — 16,4 %.